# Rosario Paredes
Rosario Paredes Eyzaguirre (Puno, 11 de julio de 1959) es una asistente social y política peruana. Fue congresista de la república por Arequipa durante el período 2020-2021.

## Biografía
Rosario Paredes nació en la ciudad de Puno, el 11 de julio de 1959.
Realizó sus estudios primarios en el Colegio Nuestra Señora de la Merced y también en el Colegio Sagrados Corazones de la ciudad de Arequipa. Los secundarios los hizo en el C.E.P. Sagrados Corazones durante 1970. Luego estudió la carrera de Asistente Social en la Universidad Católica de Santa María, sin embargo, no llegó a concluirlos.
Laboró como gerenta general del Semanario Quinto Poder y de ESSETUR E.I.R.L. desde el 2009, siendo un escándalo ya que no cuenta con fondos que sustentes su semanario .

## Carrera política
Fue militante de Acción Popular, partido político fundado por Fernando Belaúnde Terry.
Su carrera política se inicia en las elecciones municipales de 1983, donde fue candidata como regidora arequipeña por Acción Popular, sin embargo, no resultó elegida. De igual manera en su candidatura a la alcaldía del distrito de José Luis Bustamante y Rivero por Somos Bustamantinos en las elecciones municipales de 1998.
Postuló al Congreso de la República en las elecciones parlamentarias del año 2000 por el partido Solidaridad Nacional y en 2014 a la alcaldía de Arequipa por Acción Popular.

### Congresista de la República
En las elecciones parlamentarias extraordinarias del 2020, Paredes postuló nuevamente al Congreso de la República representando a Arequipa por Acción Popular. Finalmente, Paredes resultó elegida como congresista de la república, con 19,787 votos, para completar el disuelto periodo parlamentario 2016-2021.
Durante su labor legislativa, Paredes se hizo conocida como la mocha sueldos, también votó a favor de los 2 procesos de vacancia contra el entonces presidente Martín Vizcarra por actos de corrupción.
Paredes fue cuestionada acerca de plagiar una tesis para la presentación de un proyecto de ley suyo. Fue también denunciada ante la Comisión de Ética por el presunto delito de recorte de sueldo contra su extrabajadora.
Al culminar su gestión, Paredes se afilió luego al partido Somos Perú y postuló al Gobierno Regional de Arequipa en las elecciones regionales del 2022, sin embargo, no resultó elegida.